# Henie Onstad kunstsenter

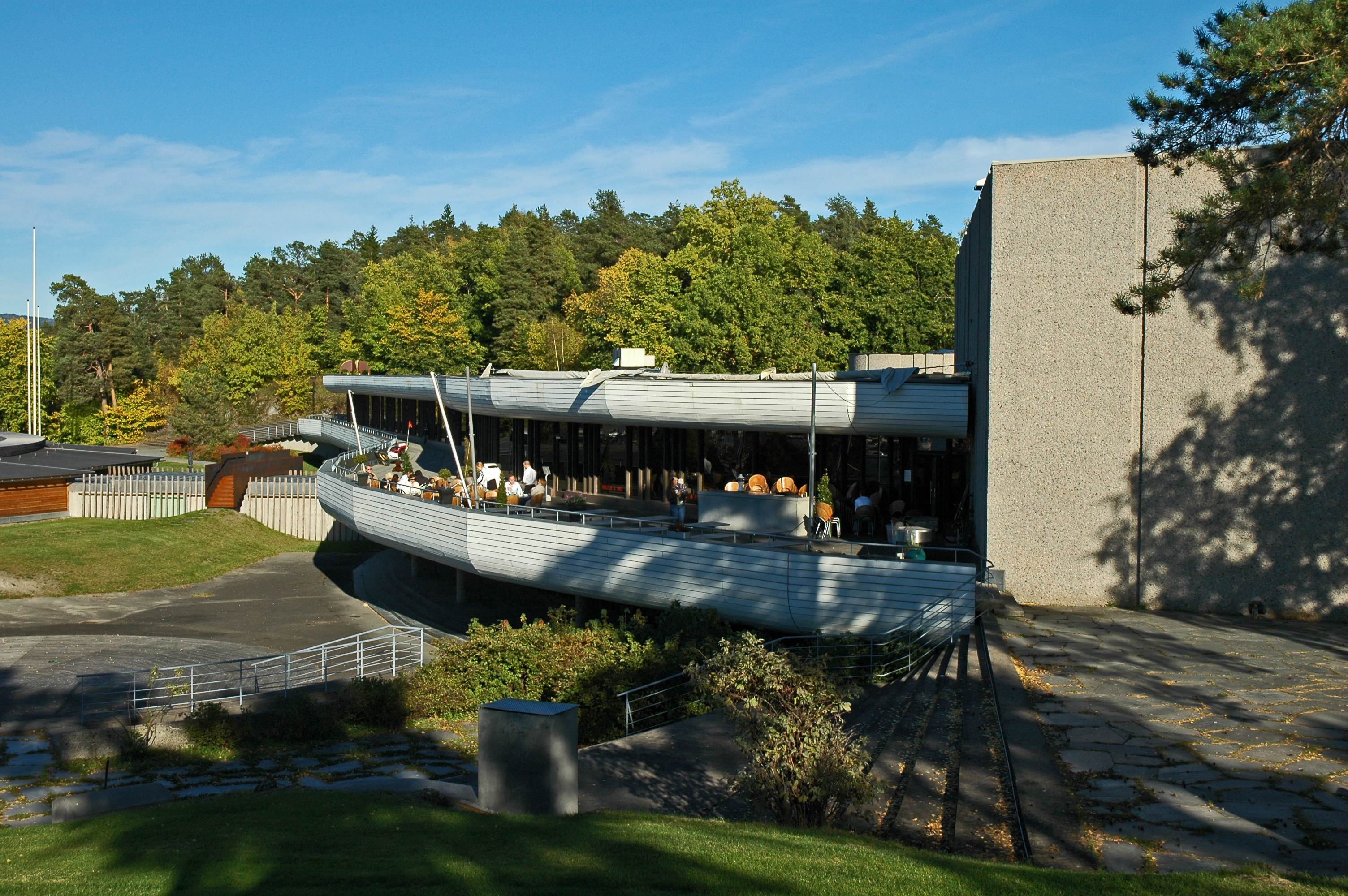
Henie-Onstad kunstsenter

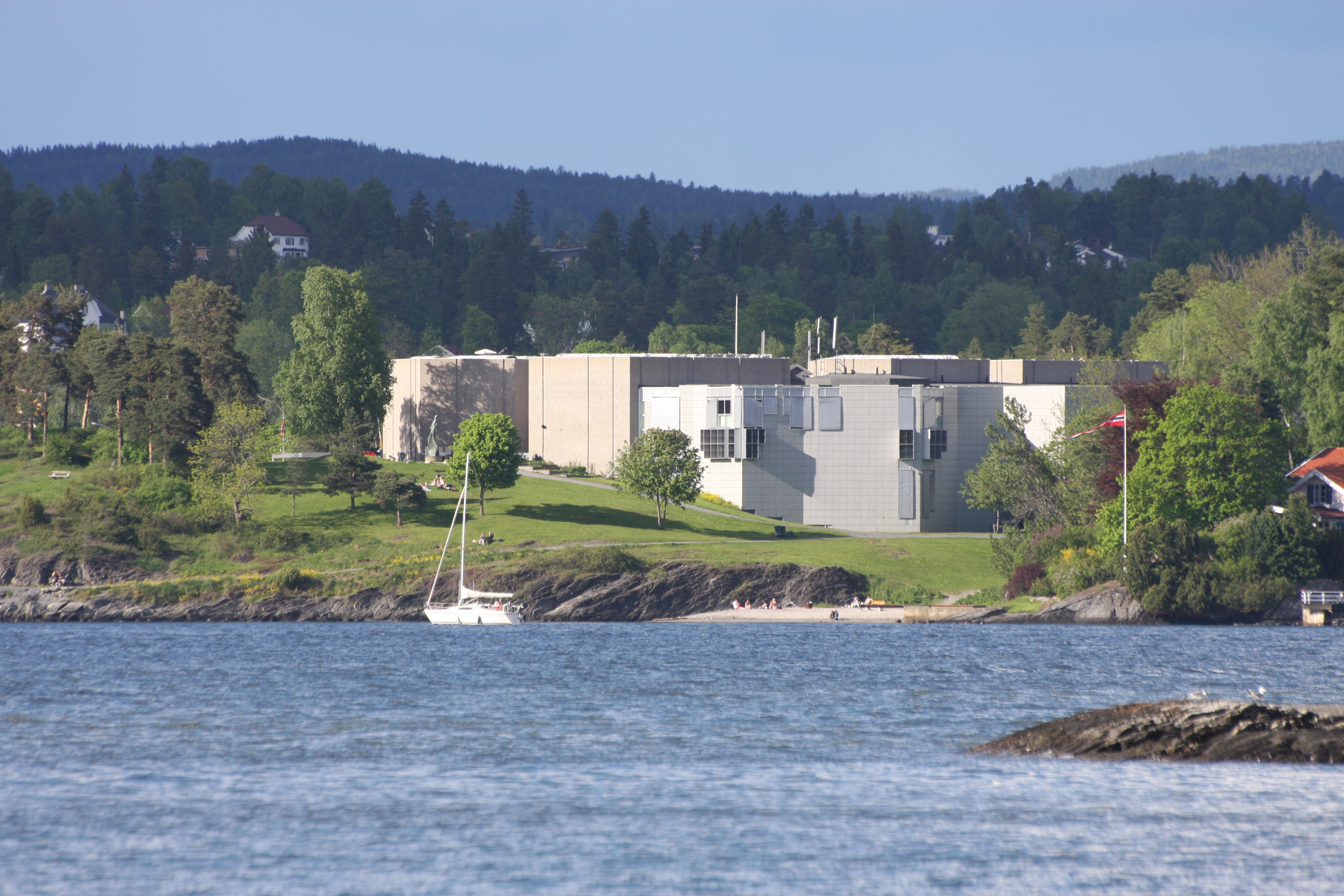
Het museum gezien vanaf het Oslofjord

Het Henie Onstad kunstsenter is een museum voor moderne en hedendaagse kunst in Bærum, tien kilometer ten zuiden van de Noorse hoofdstad Oslo.

## Geschiedenis
Het kunstcentrum is gelegen op een kaap, de Høvikodden, in het Oslofjord. Het centrum werd in 1968 gesticht door wereld- en olympisch kampioene kunstschaatsen Sonja Henie (1912–1969) en haar Noorse echtgenoot, de reder en kunstverzamelaar Niels Onstad (1909–1978). Zij brachten in 1961 hun privéverzameling, Franse kunst vanaf 1950 en de Edvard Munch-collectie, onder in de Sonja Henie and Niels Onstad Foundation, hetgeen het begin was van de huidige uitgebreide museumcollectie.
Het museumgebouw werd ontworpen door de Noorse architecten Jon Eikvar en Sven Erik Engebretsen, die ook tekenden voor een grote uitbreiding in 1994. Na een tweede uitbreiding in 2003 beschikt het museum over zes tentoonstellingsruimtes en een auditorium.

## Collectie
Het museum bezit een grote collectie Franse kunst na 1950, een collectie werken van Cobra en Fluxus en de Vasarely-collectie (waaronder 83 werken die de kunstenaar in 1993 schonk). De Munch-collectie is inmiddels verkocht om de uitbreidingsplannen te kunnen realiseren.
De collectie omvat onder anderen werken van: Paul Cézanne, Pierre Bonnard, Pablo Picasso, Juan Gris, Henri Matisse, Fernand Léger, Jacques Villon, Alberto Magnelli, Nicolas de Staël, Pierre Soulages, Hans Hartung, Jean Dubuffet, Maurice Estève, Jean Bazaine, Roger Bissière, Alfred Manessier, Jean-Paul Riopelle, Asger Jorn, Karel Appel, Corneille en Lucebert.

## Beeldenpark
In het beeldenpark bevinden zich sculpturen van onder anderen:
- Arnold Haukeland : Solskulptur (1970)
- Eugène Dodeigne : La Guerre (1964)
- Émile Gilioli : Esprit, eau et sang (1961)
- Henry Moore : Standing Figure, Knive Edge (1961)
- Kai Nielsen : Vandmoderen (1918/20)
- Kai Nielsen : Zeus en Io
- Bård Breivik : A Wall Cut Through (1985)
- Per Kirkeby : Murssteinsskulptur på Høvikodden (1985)
- Bjørn Nørgaard : Ragnarokk for 117 gang (1985)
- Jan Håfström : Landscape Memorial (1985)
- Tony Cragg : Utten titel (1985)
- Trygve Frederiksen : Filipstadbabanen (1952)
- Per Inge Bjørlo : Larger Body (2003)